# Edward Abraham
Edward Penley Abraham, CBE, FRS (Southampton, 10 de junho de 1913 — 8 de maio de 1999) foi um bioquímico inglês.
Seu trabalho foi fundamental para o desenvolvimento da penicilina.

## Vida
Ele nasceu em Shirley, Southampton e frequentou a King Edward VI School, Southampton antes de conquistar uma First em chemistry na Queen’s College, Oxford.
Após completar o seu doutorado na Oxford, Abraham obteve um cargo na Sir William Dunn School of Pathology.
Ele fez parte de uma equipe de pesquisa liderada pelo Professor Howard Florey responsável pelo desenvolvimento da penicilina e suas aplicações médicas. Sir Edward envolveu-se especificamente no processo de purificação e determinação de sua Estrutura química. Florey reconheceu formalmente o trabalho de Abraham em 1948 nomeando-o um dos três “penicillin” research Fellows at Lincoln College, Oxford. Ele foi um Fellow of Lincoln até a sua aposentadoria em 1980.
Abraham recebeu muitos prêmios ao longo de sua vida, incluindo uma CBE em 1973 e uma knighthood em 1980. Ele foi eleito Foreign Honorary Member of the American Academy of Arts and Sciences em 1983. Ele foi eleito para a Royal Society em 1958.
Abraham morreu em maior de 1999, em Oxford, após um acidente vascular cerebral (AVC). He was survived by his wife, Asbjörg.

## Conquistas
Ele foi um bioquímico respeitável, seu trabalho com antibiotic produziu enormes avanços clínicos. Seu principal trabalho este relacionado com o desenvolvimento da penicilina, e também depois cephalosporin, um antibiótico capaz de destruir bacteria resistentes a antibióticos. Estes medicamentos hoje são utilizados no tratamento de diversas doenças infecciosas, incluindo a pneumonia, bronchitis, septicaemia e feridas cirúrgicas inflamadas.
Por meio do registro da patent da cephalosporin, ele pôde gerar rendimentos regulares, os quais ele dedicou inteiramente ao estabelecimento de duas organizações de caridade dedicadas ao apoio da pesquisa biomédica, o Edward Penley Abraham Research Fund e o E P A Cephalosporin Fund. Ao final do século XX, os fundos de caridade que ele doou à University of Oxford ultrapassaram £30m, principalmente à Dunn School of Pathology and to Lincoln College, junto a outras doações à The Royal Society e à King Edward VI School, Southampton. Dois prédios recentes de Oxford — o prédio de pesquisa Edward Abraham (na South Parks Road) e o Lincoln EPA Science Centre (on Museum Road) — receberam seus nomes em sua homenagem.